# Livada (okręg Hunedoara)
Livada – wieś w Rumunii, w okręgu Hunedoara, w gminie Tomești. W 2011 roku liczyła 120 mieszkańców.